# Monasterio de Santa Clara-a-Nova
El monasterio de Santa Clara-a-Nova (Monasterio de Santa Clara la Nueva), también conocido como el convento de la reina Santa Isabel, está ubicado en la freguesia de Santa Clara en la ciudad, municipio y distrito de Coímbra, en Portugal.
Fue construido en el siglo xvii para reemplazar el antiguo monasterio medieval de Santa Clara-a-Velha, a causa de las inundaciones periódicas del río Mondego. No era solo un convento, sino también un monasterio de clausura franciscana.
Se ha convertido en un repositorio importante de arte portugués de los siglos xiv y xviii y conserva reliquias de la reina Isabel, fundadora del monasterio antiguo.

## Historia

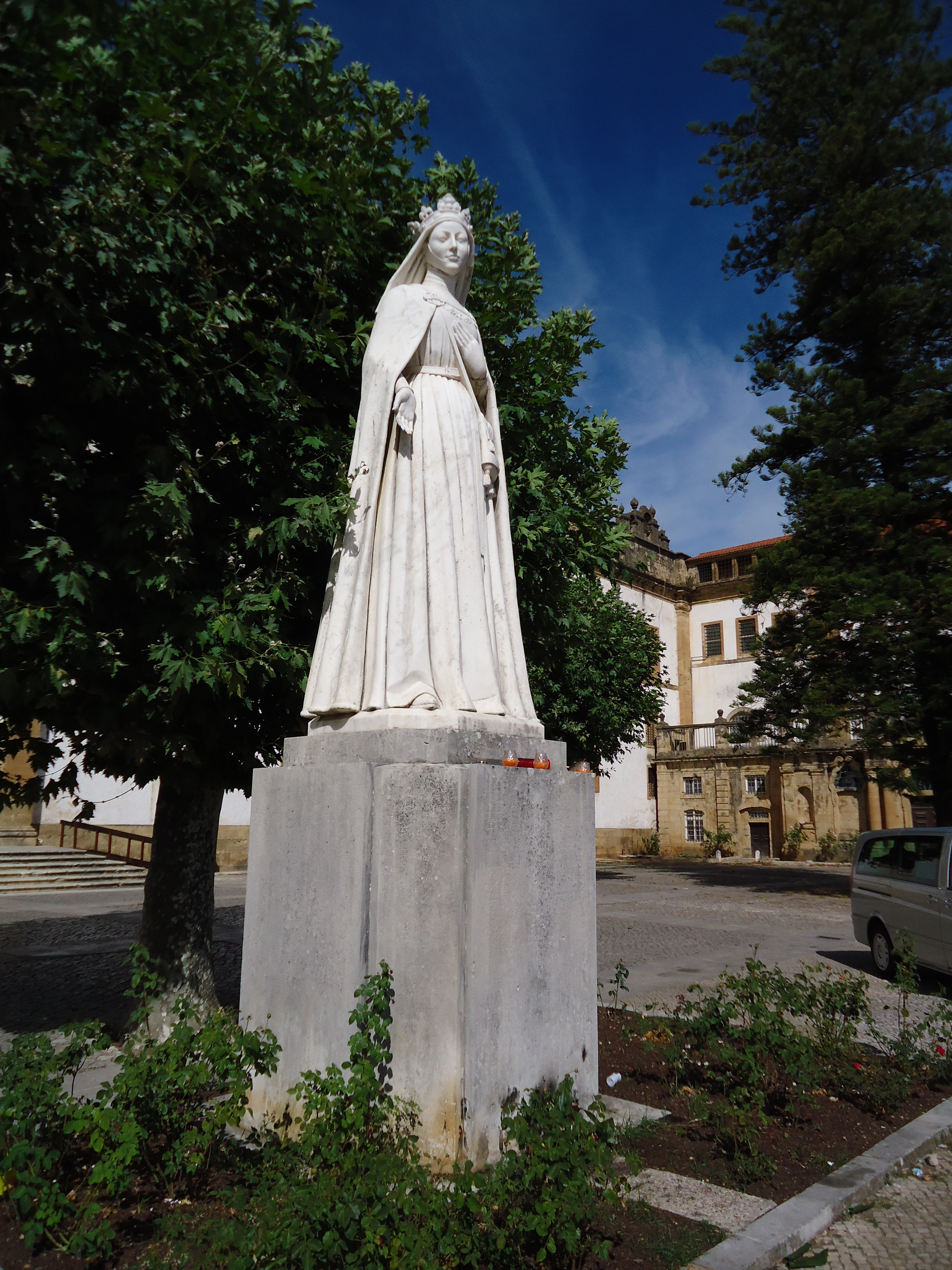
Monasterio de Santa Clara-a-Nova: estatua de la reina Santa Isabel.

El convento de Santa Clara de Coímbra fue fundado a comienzos del siglo xiv, en la orilla izquierda del río Mondego. Isabel de Aragón, reina de Portugal, esposa de Dionisio I de Portugal, fue la principal mecenas de la institución en sus inicios, habiendo elegido este lugar para su sepultura.
Las inundaciones frecuentes que afectaban el monasterio original, llevaron a la decisión de construir un nuevo edificio para la comunidad de las monjas clarisas.
Los trabajos de construcción del nuevo edificio del convento se iniciaron en 1649. João Torriano, monje benedictino, ingeniero jefe del reino y profesor de matemáticas en la Universidad de Coímbra fue el responsable de este proyecto.
La construcción del resto de los edificios del complejo continuó teniendo lugar en los años subsiguientes; finalizó en 1677, cuando se trasladaron al monasterio las últimas monjas. La iglesia fue terminada y consagrada en 1696.
El gran claustro, construido por el ingeniero y arquitecto húngaro Carlos Mardel, fue financiado por el rey Juan V de Portugal, en 1733.
Con la muerte de la última religiosa en 1891 se extinguió la antigua comunidad; gracias a los esfuerzos realizados por el obispo Manuel Correia Bastos Pina junto al Gobierno de Portugal, la Cofradía de la reina Isabel se convertiría en la legítima titular de los espacios monásticos de la iglesia, claustro, hospital y casa de huéspedes del monasterio de Santa Clara-a-Nova a partir de 1896.

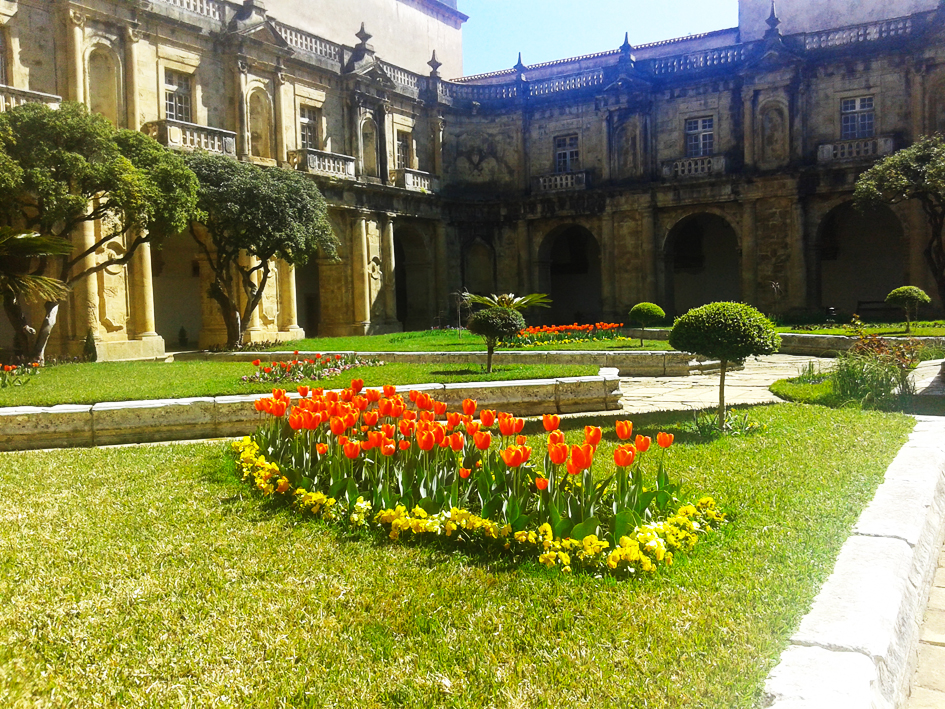
Claustros del monasterio
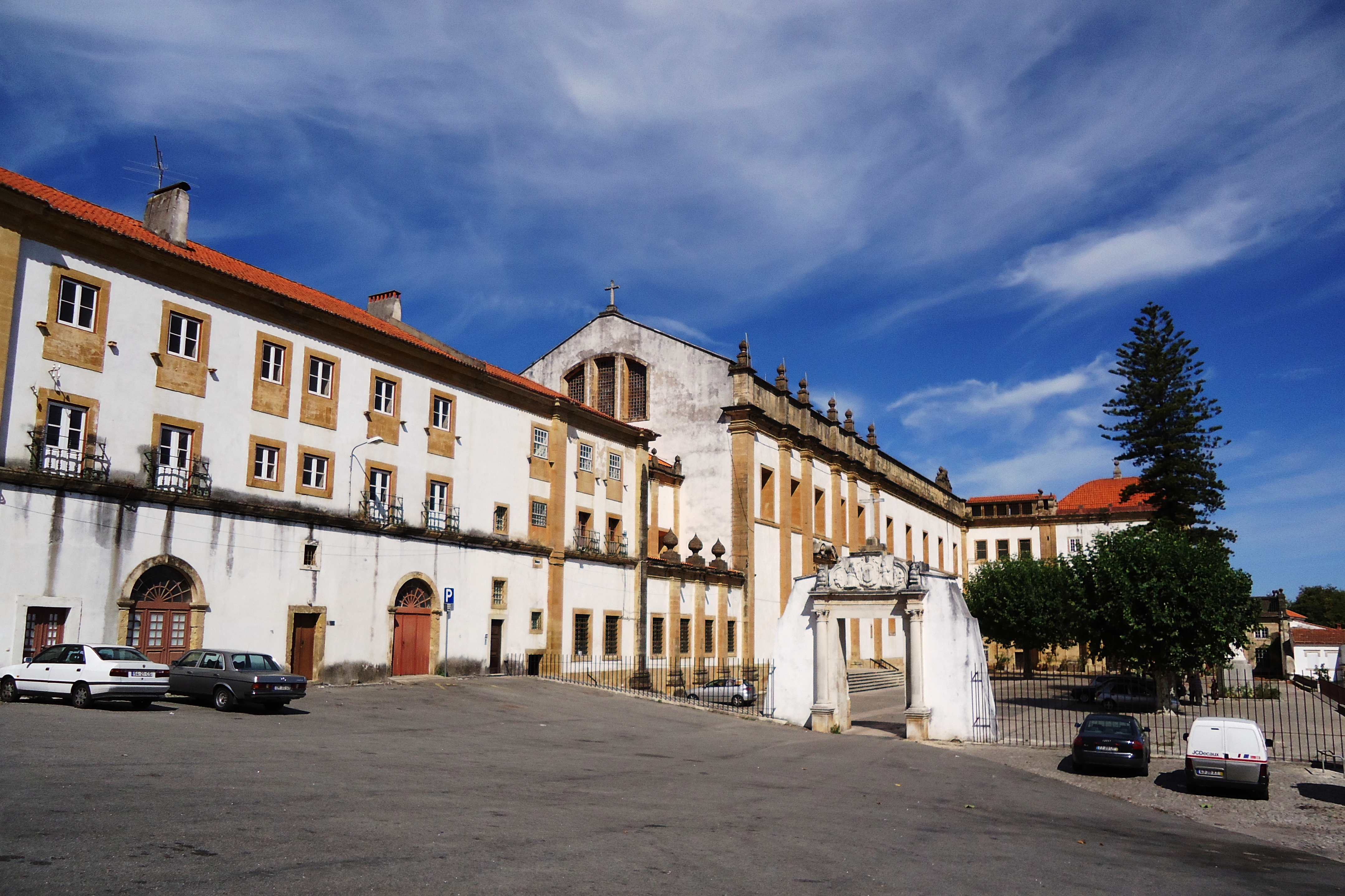
Monasterio de Santa Clara-a-Nova: cercanías.
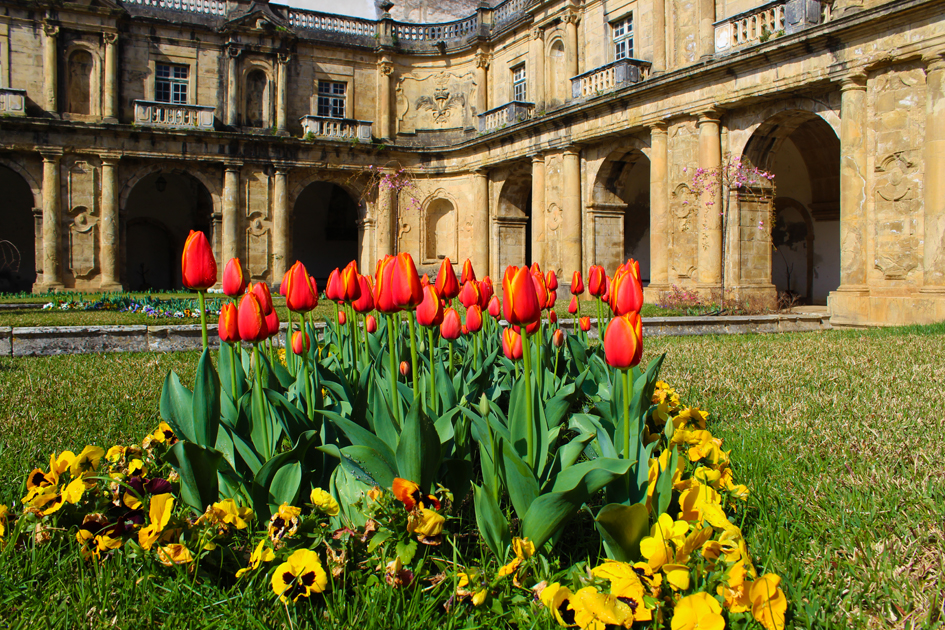
Claustros del monasterio de Santa Clara-a-Nova

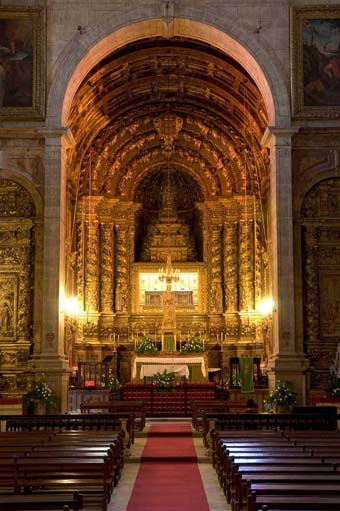
Monasterio de Santa Clara-a-Nova: Iglesia de Santa Isabel.

La parte norte del monasterio fue cedida a la acción misionera, que permitió su uso como escuela misionera por la congregación de las Hermanas de San José de Cluny. Esta escuela tuvo su sede en el monasterio hasta la proclamación de la República, en 1910. En 1910, la parte norte fue asignada al Ejército Portugués.
En 1911, a petición del Ministerio de la Guerra, la casa de huéspedes y, más tarde, los dos coros y los claustros se arrendaron al ejército portugués. En 2006, estos espacios fueron devueltos a la Cofradía de la reina Isabel.

## Características
En la iglesia, de estilo manierista, el lugar más noble recae en el ataúd de plata con copas de cristal que contiene el cuerpo incorrupto de la reina Isabel, instalado en 1696 y financiado por el pueblo de Coímbra. La tumba original, tallada por el Maestro Pero a partir de una única piedra, fue encargada por la propia reina Isabel. Este sarcófago se encuentra en el coro bajo, donde diferentes paneles de madera policromada relatan la historia de su vida.